# Dikraneura ungulata
Dikraneura ungulata är en insektsart som beskrevs av Beamer 1943. Dikraneura ungulata ingår i släktet Dikraneura och familjen dvärgstritar. Inga underarter finns listade i Catalogue of Life.